# Canehan
Canehan est une commune française située dans le département de la Seine-Maritime en région Normandie.

### Description

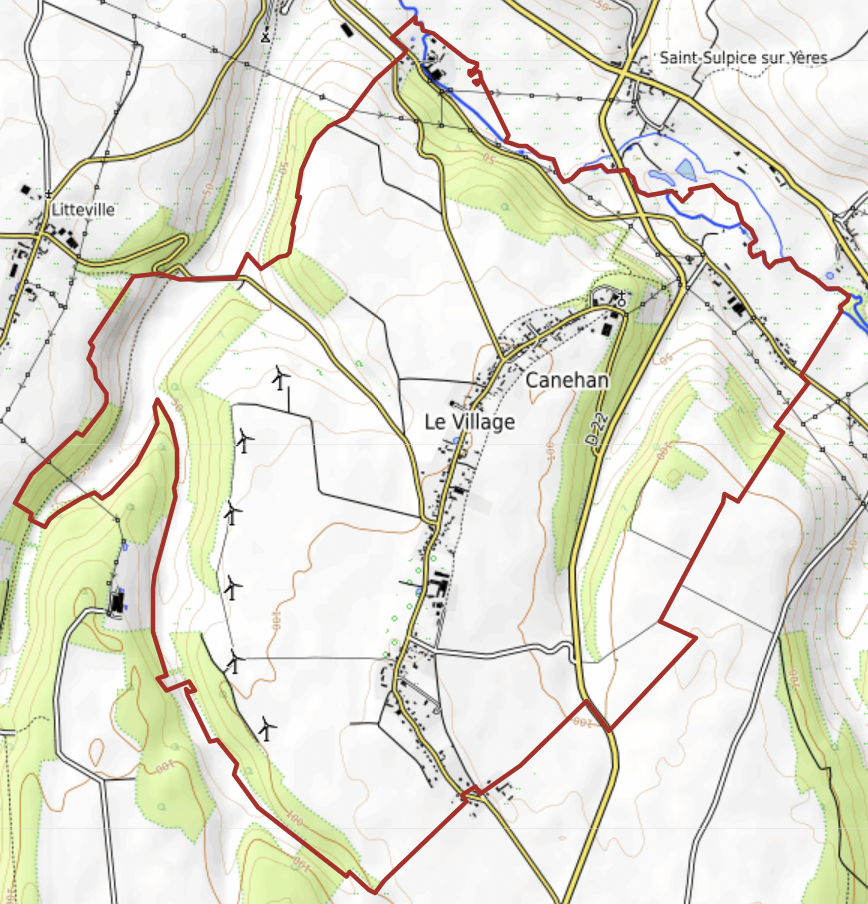
Carte topographique de la commune

## Géographie

### Communes limitrophes
Les communes limitrophes sont  Petit-Caux, Saint-Martin-le-Gaillard et Touffreville-sur-Eu.
| Touffreville-sur-Eu |         | Saint-Martin-le-Gaillard |
|                     | Canehan | Saint-Martin-le-Gaillard |
| Petit-Caux          |         | Saint-Martin-le-Gaillard |

### Hydrographie
La commune est située dans le bassin Seine-Normandie. Elle est drainée par l'Yeres,.
L'Yères, d'une longueur de 40 km, prend sa source dans la commune de Aubermesnil-aux-Érables et se jette  dans la Manche à Criel-sur-Mer, après avoir traversé 14 communes. Les caractéristiques hydrologiques de l'Yères sont données par la station hydrologique située sur la commune de Touffreville-sur-Eu. Le débit moyen mensuel est de 2,77 m3/s. Le débit moyen journalier maximum est de 10,5 m3/s, atteint lors de la crue du 28 avril 2001. Le débit instantané maximal est quant à lui de 12,5 m3/s, atteint le 26 décembre 1999.

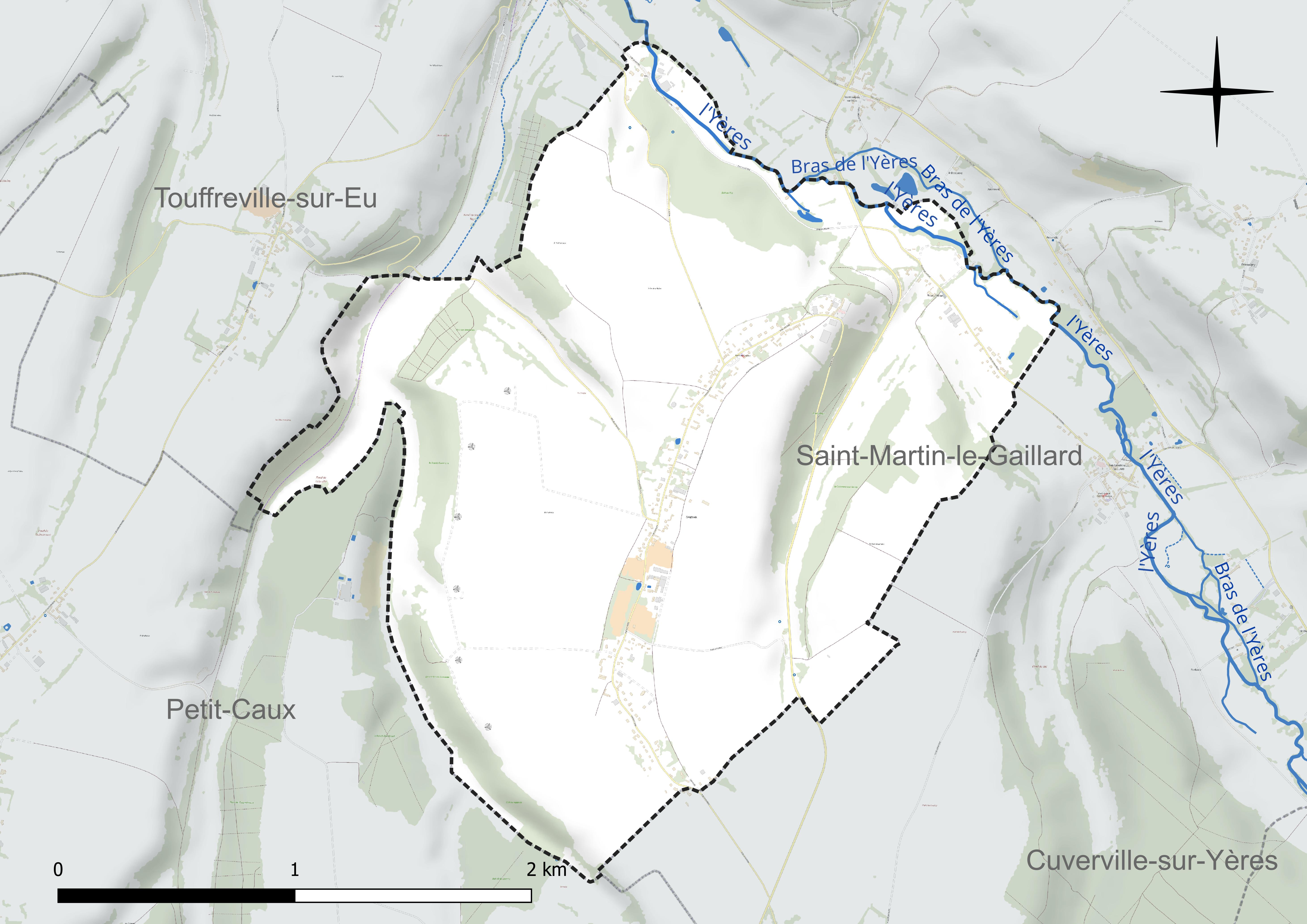
Réseau hydrographique de Canehan.

### Climat
Pour des articles plus généraux, voir Climat de la Normandie et Climat de la Seine-Maritime.
En 2010, le climat de la commune est de type climat océanique franc, selon une étude du CNRS s'appuyant sur une série de données couvrant la période 1971-2000. En 2020, Météo-France publie une typologie des climats de la France métropolitaine dans laquelle la commune est exposée à un climat océanique et est dans la région climatique Côtes de la Manche orientale, caractérisée par un faible ensoleillement (1 550 h/an) ; forte humidité de l’air (plus de 20 h/jour avec humidité relative > 80 % en hiver), vents forts fréquents. Parallèlement le GIEC normand, un groupe régional d’experts sur le climat, différencie quant à lui, dans une étude de 2020, trois grands types de climats pour la région Normandie, nuancés à une échelle plus fine par les facteurs géographiques locaux. La commune est, selon ce zonage, exposée à un « climat maritime », correspondant au Pays de Caux, frais, humide et pluvieux, légèrement plus frais que dans le Cotentin.
Pour la période 1971-2000, la température annuelle moyenne est de 10,4 °C, avec une amplitude thermique annuelle de 12,7 °C. Le cumul annuel moyen de précipitations est de 892 mm, avec 13 jours de précipitations en janvier et 8,6 jours en juillet. Pour la période 1991-2020, la température moyenne annuelle observée sur la station météorologique la plus proche, située sur la commune de Dieppe à 20 km à vol d'oiseau, est de 11,3 °C et le cumul annuel moyen de précipitations est de 805,2 mm,. Pour l'avenir, les paramètres climatiques de la commune estimés pour 2050 selon différents scénarios d’émission de gaz à effet de serre sont consultables sur un site dédié publié par Météo-France en novembre 2022.

## Urbanisme

### Typologie
Au 1er janvier 2024, Canehan est catégorisée commune rurale à habitat dispersé, selon la nouvelle grille communale de densité à sept niveaux définie par l'Insee en 2022.
Elle est située hors unité urbaine. Par ailleurs la commune fait partie de l'aire d'attraction d'Eu, dont elle est une commune de la couronne,. Cette aire, qui regroupe 26 communes, est catégorisée dans les aires de moins de 50 000 habitants,.

### Occupation des sols

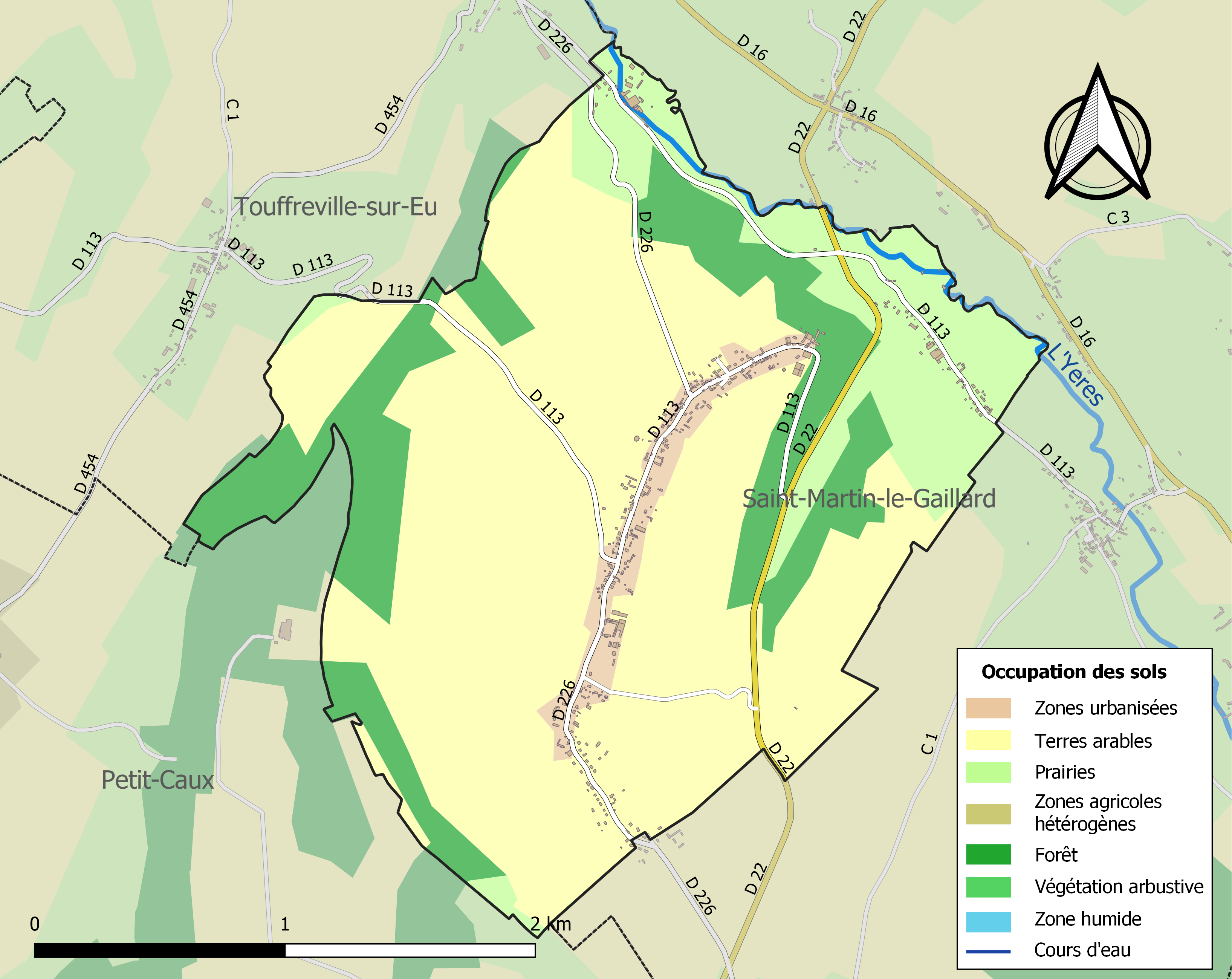
Carte des infrastructures et de l'occupation des sols de la commune en 2018 (CLC).

L'occupation des sols de la commune, telle qu'elle ressort de la base de données européenne d’occupation biophysique des sols Corine Land Cover (CLC), est marquée par l'importance des territoires agricoles (78,1 % en 2018), une proportion identique à celle de 1990 (78,1 %). La répartition détaillée en 2018 est la suivante : 
terres arables (62,5 %), forêts (17,8 %), prairies (15,6 %), zones urbanisées (4,1 %). L'évolution de l’occupation des sols de la commune et de ses infrastructures peut être observée sur les différentes représentations cartographiques du territoire : la carte de Cassini (XVIIIe siècle), la carte d'état-major (1820-1866) et les cartes ou photos aériennes de l'IGN pour la période actuelle (1950 à aujourd'hui).

### Habitat et logement
En 2018, le nombre total de logements dans la commune était de 156, alors qu'il était de 146 en 2013 et de 137 en 2008.
Parmi ces logements, 85,9 % étaient des résidences principales, 8,3 % des résidences secondaires et 5,8 % des logements vacants. Ces logements étaient pour 98,1 % d'entre eux des maisons individuelles et pour 1,3 % des appartements.
Le tableau ci-dessous présente la typologie des logements à Canehan en 2018 en comparaison avec celle de la Seine-Maritime et de la France entière. Une caractéristique marquante du parc de logements est ainsi une proportion de résidences secondaires et logements occasionnels (8,3 %) supérieure à celle du département (3,9 %) et légèrement inférieure à celle de la France entière (9,7 %). Concernant le statut d'occupation de ces logements, 88,8 % des habitants de la commune sont propriétaires de leur logement (91,3 % en 2013), contre 53 % pour la Seine-Maritime et 57,5 % pour la France entière.
| Typologie                                               | Canehan | Seine-Maritime | France entière |
| ------------------------------------------------------- | ------- | -------------- | -------------- |
| Résidences principales (en %)                           | 85,9    | 88             | 82,1           |
| Résidences secondaires et logements occasionnels (en %) | 8,3     | 3,9            | 9,7            |
| Logements vacants (en %)                                | 5,8     | 8,1            | 8,2            |

## Toponymie
Le nom de la localité est attesté sous la forme Kenehan en 1030, de Canaan entre 1030 et 1035, de Chenean vers 1040, de Chanaan en 1059, Ecc. S. Martini de Kanehan au XIIe siècle, Caneham en 1227, Ecc. de Canahan vers 1240, Canehan en 1337, Kanehain en 1460 (Archives départementales de la Seine-Maritime, G 3268, 3269), Saint Martin de Canehen en 1478 (Arch. S.-M., tab. Rouen), Ecc. sancti Martini de Canahan en 1685, Saint Martin de Canehan 1715 (Arch. S.-M., G 1560 739), Canehan en 1715 (Frémont), Cannehan en 1757 (carte de Cassini), Canehan en 1953.
Peut-être nom en -ham, prononcé jadis « en », serait dans ce cas vieil-anglais comme Ouistreham et Etreham (Calvados), avec un élément (un nom d'homme ?) indéterminé. 
Peut-être aussi la transposition d'un nom de lieu biblique comme c'est également fréquent : Canaan.

## Politique et administration

### Rattachements administratifs et électoraux

#### Rattachements administratifs
La commune se trouve dans l'arrondissement de Dieppe du département de la Seine-Maritime.
Elle faisait partie depuis 1801 du canton d'Eu. Dans le cadre du redécoupage cantonal de 2014 en France, cette circonscription administrative territoriale a disparu, et le canton n'est plus qu'une circonscription électorale.

#### Rattachements électoraux
Pour les élections départementales, la commune fait partie depuis 2014 d'un nouveau  canton d'Eu porté de 22 à 40 communes.
Pour l'élection des députés, elle fait partie de la sixième circonscription de la Seine-Maritime.

### Intercommunalité
Saint-Martin-le-Gaillard était membre de la petite communauté de communes d'Yères et Plateaux, un établissement public de coopération intercommunale (EPCI) à fiscalité propre créé en 2003 et auquel la commune avait transféré un certain nombre de ses compétences, dans les conditions déterminées par le code général des collectivités territoriales.
Dans le cadre des dispositions de la loi portant nouvelle organisation territoriale de la République du 7 août 2015, qui prévoit que les établissements publics de coopération intercommunale (EPCI) à fiscalité propre doivent avoir un minimum de 15 000 habitants, cette intercommunalité est dissoute et certaines de ses communes, dont Saint-Martin-le Gaillard, intègrent le 1er janvier 2017, la communauté de communes Falaises du Talou.

### Liste des maires
| Période                                  | Période                    | Identité              | Étiquette | Qualité           |
| ---------------------------------------- | -------------------------- | --------------------- | --------- | ----------------- |
| Les données manquantes sont à compléter. |                            |                       |           |                   |
| juin 1995                                | mai 2020                   | M. Dominique Declercq |           | Chef d'entreprise |
| mai 2020                                 | En cours (au 10 août 2020) | Daniel Papin          |           | Formateur         |

## Équipements et services publics

### Enseignement
Les enfants de la commune étaient scolarisés jusqu'à la rentrée 2023 avec ceux de Touffreville et Saint-Martin-le-Gaillard dans le cadre d'un regroupement pédagogique intercommunal organisé par le syndicat intercommunal à vocation scolaire (Sivos) de la basse vallée de l’Yères. A cette date, les écoliers de ces trois communes rejoignent le regroupement pédagogique concentré dont l'école située à Criel-sur-Mer est implantée dans le groupe scolaire criellois, l’Écol’Yères rénové et agrandi à cette occasion, et qui accueille à son ouverture 176 élèves

## Démographie
L'évolution du nombre d'habitants est connue à travers les recensements de la population effectués dans la commune depuis 1793. Pour les communes de moins de 10 000 habitants, une enquête de recensement portant sur toute la population est réalisée tous les cinq ans, les populations de référence des années intermédiaires étant quant à elles estimées par interpolation ou extrapolation. Pour la commune, le premier recensement exhaustif entrant dans le cadre du nouveau dispositif a été réalisé en 2007.

En 2022, la commune comptait 380 habitants, en évolution de +6,44 % par rapport à 2016 (Seine-Maritime : +0,35 %, France hors Mayotte : +2,11 %).
| 1793 | 1800 | 1806 | 1821 | 1831 | 1836 | 1841 | 1846 | 1851 |
| ---- | ---- | ---- | ---- | ---- | ---- | ---- | ---- | ---- |
| 350  | 398  | 420  | 380  | 374  | 408  | 403  | 366  | 422  |

| 1856 | 1861 | 1866 | 1872 | 1876 | 1881 | 1886 | 1891 | 1896 |
| ---- | ---- | ---- | ---- | ---- | ---- | ---- | ---- | ---- |
| 408  | 382  | 381  | 338  | 329  | 313  | 310  | 322  | 340  |

| 1901 | 1906 | 1911 | 1921 | 1926 | 1931 | 1936 | 1946 | 1954 |
| ---- | ---- | ---- | ---- | ---- | ---- | ---- | ---- | ---- |
| 318  | 312  | 303  | 275  | 283  | 314  | 332  | 296  | 354  |

| 1962 | 1968 | 1975 | 1982 | 1990 | 1999 | 2006 | 2007 | 2012 |
| ---- | ---- | ---- | ---- | ---- | ---- | ---- | ---- | ---- |
| 330  | 263  | 245  | 289  | 322  | 306  | 316  | 317  | 324  |

| 2017 | 2022 | - | - | - | - | - | - | - |
| ---- | ---- | - | - | - | - | - | - | - |
| 364  | 380  | - | - | - | - | - | - | - |

## Culture locale et patrimoine

### Lieux et monuments
Canehan possède une église dédiée à saint Martin.

### Héraldique
| Blason de Canehan | Blason  | D'azur à la bande d'argent chargée d'un rencontre de vache de gueules entre deux poteries du même, le tout posé à plomb, accompagnée de deux épis de blé d'or. |
| Blason de Canehan | Détails | Blason homologué par le Conseil français d'héraldique en 2010.                                                                                                 |

## Pour approfondir